# 21470 Frankchuang
21470 Frankchuang è un asteroide della fascia principale. Scoperto nel 1998, presenta un'orbita caratterizzata da un semiasse maggiore pari a 2,6111669 UA e da un'eccentricità di 0,2641054, inclinata di 3,88997° rispetto all'eclittica.